# إيركو دي إتش 9
إيركو دي إتش 9  (بالإنجليزية: Airco DH.9) هي قاذفة قنابل أنتجت في بريطانيا. من صناعة إيركو. كانت تستخدم بشكل أساسي من قبل سلاح الجو الملكي. كان أول طيران لها في 1917. دخلت الخدمة في 1917، انتهت خدمتها في 1920. صنع منها 4,091 طائرة.

## المستخدمون

### استخدام عسكري
مملكة الحجاز
تلقت مملكة الحجاز 11 طائرة دي إتش 9 (بما في ذلك طائرتان دي إتش 9 سي) بين عامي 1921 و1924. كانت هناك خمسة طائرات موجودة في عام 1932.
 أفغانستان
 أستراليا
 بلجيكا
- سلاح الجو البلجيكي - 18 طائرة.[2]

 كندا
 بوليفيا
 تشيلي
 إستونيا
 جمهورية أيرلندا
 لاتفيا
 هولندا
 نيوزيلندا
 باراغواي
 بيرو
 بولندا
 رومانيا
 مملكة إسبانيا
 جنوب أفريقيا
 الاتحاد السوفيتي
 سويسرا
 تركيا
- سلاح الجو التركي - 4 طائرات، في الخدمة 1921-1924.

 المملكة المتحدة
 الولايات المتحدة
 أوروغواي

### استخدام مدني
أستراليا
 بلجيكا
 الدنمارك
 هولندا
 رومانيا
 مملكة إسبانيا
 المملكة المتحدة
 دولة بيكانير

## طرازات أخرى
- إيركو دي إتش 9 إيه